# L'alta societat
L'alta societat (originalment en francès, Ma Loute) és una pel·lícula de comèdia francesa del 2016 dirigida per Bruno Dumont. Va ser seleccionada per competir per la Palma d'Or al 69è Festival Internacional de Cinema de Canes. Situada a la costa nord-oest de França l'estiu de 1910, amb humor negre i moments d'absurd, la pel·lícula representa un enfrontament entre dues famílies enmig d'una recerca policial de persones desaparegudes. S'ha doblat i subtitulat al català.

## Trama
Els van Peteghem, industrials rics i endogàmics, estan visitant la seva mansió d'estiu sobre la badia. A l'altra banda de la riera hi ha els Bruforts, pescadors amb una dieta inusual que també transporten gent per la badia. La policia investiga per què diversos visitants de la badia no han tornat mai.
El fill gran dels Brufort, anomenat Ma Loute, es va enamorar de Billie, la noia més gran de Van Peteghem. Quan descobreix que ella té òrgans masculins, la porta a disgust a la granja familiar on guarden la seva carn. Allà la guarda amb la seva mare i el seu oncle, també destinats a l'olla. Amb tres dels influents van Peteghem desapareguts, la policia crida l'exèrcit. Ma Loute, potser amb algun escrúpol, deixa els tres captius a les dunes, on es troben i es reincorporen a la seva família.
Ma Loute troba la felicitat amb la minyona dels Van Petteghem, que és de classe treballadora i totalment femenina. La desafortunada Billie s'enfronta a un futur incert.

## Repartiment
- Fabrice Luchini - André van Peteghem
- Juliette Binoche - Aude van Peteghem, germana d'André
- Valeria Bruni Tedeschi - Isabelle van Peteghem, esposa i cosina d'André
- Jean-Luc Vincent - Christian van Peteghem, germà d'Isabelle i cosí d'André
- Brandon Lavieville - Ma Loute Brufort
- Raph - Billie van Peteghem, filla incestuosa d'Aude
- Didier Després - Detectiu Inspector Machin
- Cyril Rigaux 	- Detectiu Malfoy

## Distincions
Classificada en el lloc 5è del Top 10 del 2016 de Cahiers du Cinéma.